# 小行星76272
小行星76272（76272 De Jong）是一颗绕太阳运转的小行星，为主小行星带小行星。该小行星于2000年3月8日发现。
該小行星以艾瑞克·德容（Eric De Jong）命名。

## 轨道参数
小行星76272的轨道半长轴为2.7664019 UA，离心率为0.266。